# 赤岩虹桥
赤岩虹桥，是位于中国福建省宁德市周宁县泗桥乡赤岩村的一个清代古建筑，1989年入选周宁县第二批文物保护单位。
赤岩虹桥始建于清朝康熙四十一年（1702年），光绪三十四年（1890年）大修，现存建筑又在1988年由村民募金重修，桥梁现基本完好，为拱形风雨桥，由方石建成，穿斗式木结构，三檐歇山顶，长47米，宽5米，高约30米，桥外原有木构围杆，后改为石构。